# Château de Chanteloup (Sarthe)
Le château de Chanteloup ou château de Boisrier (ou Boirié) est situé aux lieux-dits Chanteloup et Boisrier sur la commune de Sillé-le-Philippe, dans le département de la Sarthe.

## Histoire
Il est bâti par Madame Marie-Louise Comtesse Ogier née Eynaud en 1814, son mari Jean-Louis Comte Ogier meurt en 1811; elle y habita jusqu'en 1831 puis devient la propriété du vicomte Achille Ogier puis de son fils Vicomte Alfred Ogier jusqu'en 1857 où le château est vendu et décède à Paris en 1876. 
Depuis 2020, il appartient à Valerie et Benoit Dores. Le domaine de Chanteloup est  un camping 5***** avec emplacements et gîtes dans les dépendances du château ou dans l’Orangerie, magnifique bâtiment du XVe siècle.